# Rapone
Rapone ist eine süditalienische Gemeinde (comune) mit 841 Einwohnern (Stand 31. Dezember 2023) in der Provinz Potenza in der Basilikata. Die Gemeinde liegt etwa 34 Kilometer nordwestlich von Potenza und grenzt unmittelbar an die Provinz Avellino (Kampanien). Die nördliche Grenze bildet der Ofanto.

## Verkehr
Entlang des Ofanto führt die Strada Statale 401 dell’Alto Ofanto e del Vulture von Melfi nach Sant’Andrea di Conza.
Der Haltepunkt Rapone-Ruvo-San Fele liegt viele Kilometer nördlich des Ortes an der im Personenverkehr nicht mehr bedienten Bahnstrecke Avellino–Rocchetta Sant’Antonio.